# Изложба дегенеричне уметности
Изложба дегенеричне уметности била је уметничка изложба коју су организовали Адолф Циглер и Нацистичка партија у Минхену од 19. јула до 30. новембра 1937. године. Изложба је представила 650 уметничких дела, заплењених из немачких музеја, а постављена је као контрапункт паралелној Великој немачкој уметничкој изложби. Дан пре почетка изложбе, Хитлер је одржао говор у којем је објавио „немилосрдни рат“ културној дезинтеграцији, напао „брбљивце, дилетанте и уметничке преваранте“. Дегенерична уметност је дефинисана као „ дела која вређају немачко осећање, или уништавају или збуњују природну форму или једноставно откривају одсуство адекватне мануалне и уметничке вештине“. Милион људи је присуствовало изложби у првих шест недеља. Амерички критичар је прокоментарисао да „вероватно има много људи — љубитеља уметности — у Бостону, који ће стати на страну Хитлера у овој конкретној чистки“.

## Позадина
Хитлеров долазак на власт 30. јануара 1933. убрзо је праћен акцијама које су имале за циљ да очисте културу од наводне дегенерације: организовано је спаљивање књига, уметници и музичари су отпуштени са наставничких места, кустоси музеја су замењени члановима Партије. Септембра 1933. основана је Reichskulturkammer (Комора за културу Рајха), којом је управљао Јозеф Гебелс.
Арбитар онога што је било неприхватљиво „модерно“ био је Хитлер. Иако су се Гебелс и неки други дивили експресионистичким делима уметника попут Емила Нолде, Ернста Барлаха и Ериха Хекела, фракција коју је предводио Алфред Розенберг презирала је експресионисте, а резултат је био жесток идеолошки спор који је разрешен тек у септембру 1934. Хитлер — који је осудио модерну уметност и њене практичаре као „неспособне, варалице и луде“  и изјавио је да у Рајху неће бити места за модернистичке експерименте.
У првој половини 1937. биле су у току припреме за Große Deutsche Kunstausstellung („Велика немачка уметничка изложба“), на којој је требало да се изложи уметност коју су одобрили нацисти. Отворени позив немачким уметницима довео је до тога да је жирију изложбе, у чијем су саставу били и Гебелсови савезници, предато 15.000 радова. Када су радови које су одабрали за изложбу показани су Хитлеру за његово коначно одобрење, он се разбеснео. Хитлер је распустио групу чланова партије који су радили избор адекватних дела и именовао свог личног фотографа Хајнриха Хофмана да направи нову селекцију.
У дневничком запису од 4. јуна 1937, Гебелс је осмислио идеју о засебној изложби радова из Вајмарске ере, коју је назвао „ером пропадања“. Тако да људи могу да виде и разумеју.“ Историчар уметности Олаф Петерс каже да је Гебелсова мотивација у предлагању изложбе делом била да прикрије слабост радова на Великој немачкој уметничкој изложби, а делом да поврати Хитлерово поверење након што је он заменио Гебелсове људе Хофманом, којег се Гебелс плашио као супарника. Хитлер је 30. јуна потписао наредбу којом се одобрава изложбу дегенеричне уметности. Гебелс је поставио Адолфа Зиеглера, шефа Reichskammer der Bildenden Künste (Коморе визуелних уметности Рајха), за комисију од пет чланова која је обилазила државне колекције у бројним градовима, за две недеље запленивши 5.238 дела која су сматрали дегенеричним (показивала су особине као што су као „декаденција“, „слабост карактера“, „ментална болест“ и „расна нечистоћа“). Ова колекција ће бити увећана из каснијих рацијама по музејима, за будуће изложбе. Комисија се фокусирала на радове уметника који се помињу у авангардним публикацијама, а помогли су јој и неки жестоки противници модерне уметности, као што је Волфганг Вилрих.
Изложба је припремљена на брзину, да би била представљена упоредо са „Великом немачком уметничком изложбом која је заказана за отварање 18. јула 1937. Имитирајући Хитлера, Зиеглер је изнео једку критику модерне уметности на отварању изложбе дегенерисаних уметности 19. јула 1937.

## Догађај
Изложба је гостовала у Институту за археологију у Хофгартену у Минхену. Место је одабрано због својих посебних квалитета (мрачне, уске просторије). Многи радови су били изложени без рама и били су делимично покривени погрдним слоганима. Направљене су фотографије изложби, као и каталог за Берлинску изложбу који је пратио изложбу док је путовала. Такође је снимљен и филм делова изложбе. Изложба дегенеричне уметности обухватала је 650 слика, скулптура и графика 112 уметника, првенствено немачких: Георга Гроса, Ернста Лудвига Кирхнера, Паула Клеа, Георга Колбеа, Вилхелма Лембрука, Франца Марка, Емила Нолдеа, Вила Кура Дикса, Вила Кура Дикса . Швитерс и други. Зиеглер је такође конфисковао и излагао дела страних уметника, као што су Пабло Пикасо, Жан Мецингер, Алберт Глеиз, Пит Мондријан, Марк Шагал и Василиј Кандински. Велики број радова није био изложен, јер је изложба била усмерена на немачка дела. Изложба је трајала до 30. новембра 1937. и посетило ју је 2.009.899 посетилаца, у просеку 20.000 људи дневно.

### Организација
Прве три просторије биле су тематски груписане. У првој просторији су била дела која се сматрају ниподаштавањем религије; друга је представљала дела јеврејских уметника; трећа је садржала радове за које се сматрало да су увредљиви за жене, војнике и пољопривреднике Немачке. Остатак изложбе није имао посебну тему.
На зидовима су биле исписане пароле. На пример:
- Дрско исмејавање Божанског под центристичком влашћу
- Откривење јеврејске расне душе
- Увреда немачке женскости
- Идеал — кретен и курва
- Намерна саботажа националне одбране
- Немачки фармери — јеврејска тачка гледишта
- Јеврејска чежња за дивљином се открива – у Немачкој црнац постаје расни идеал дегенеричне уметности
- Лудило постаје метод
- Природа, како је виде болесни умови
- Чак су и музејски достојанственици ово назвали „уметношћу немачког народа“

### Политички циљеви
Говори лидера нацистичких партија били су у супротности са манифестима уметника из различитих уметничких покрета, као што су дада и надреализам. Поред многих слика биле су налепнице које су означавале колико је новца музеј потрошио да набави уметничко дело. У случају слика набављених током послератне вајмарске хиперинфлације раних 1920-их, када је цена килограма хлеба достигла 233 милијарде немачких марака, цене слика су биле знатно преувеличане. Изложба је осмишљена да промовише идеју да је модернизам завера људи који су мрзели немачку пристојност, често идентификованих као јеврејо-бољшевици, иако су само шест од 112 уметника чија су дела приказана на изложбу били Јевреји.
Истовремена „Велика немачка уметничка изложба“ имала је за циљ да прикаже класичнију и „расно чистију“ врсту уметности коју је заговарао нацистички режим. Та изложба је била организована у близини Хофгартена. Модерни извори га описују је као осредњу и привукла је само половину броја људи који су обишли изложбу дегенеричне уметности.

## Каснији догађаји
Још једна изложба дегенеичне уметности одржана је неколико месеци касније у Берлину, а касније у Лајпцигу, Диселдорфу, Вајмару, Халеу, Бечу и Салцбургу, са још око милион посета. Многа дела су касније распродата, иако је заинтересованих купаца било мало, а цене су драстично пале са стављањем тако велике количине уметнина на тржиште: Гебелс је писао да су мењали руке између америчких колекционара за „десет центи по килограму“.
Скоро 5.000 дела је спаљено 20. марта 1939. У јуну 1939. одржана је аукција у Луцерну, где је 125 дегенеричних уметничких дела стављено на продају. Приход изложбе био је око 125.000$, много мање од очекиваног.
Године 1991. Музеј уметности округа Лос Анђелес приредио је репродукцију изложбе а 2014. у Њујорку је приређена изложба Дегенерисана уметност: Напад на модерну уметност у нацистичкој Немачкој.
Триста изложених радова је очигледно купио или на неки други начин присвојио трговац уметничким делима Хилдебранд Гурлит који је пријавио да су уништена у бомбардовању; међутим, поново су се појавили када су 2013. објављени детаљнији подаци Гурлитове колекције коју је наследио његов син Корнелијус. Корнелијус Гурлит је збирку оставио Музеју лепих уметности у Берну у Швајцарској који је у новембру 2017. изложио један број њих на изложби под називом „Гурлит: Извештај о стању: дегенеричнаа уметност – Заплењено и продато“.Музеј модерне уметности је успоставио дигиталну изложбу која приказује уметничка дела са изложбе дегенеричне уметности. МоМА истиче колекцију дела која је нацистичка влада сматрала „дегенерисаном уметношћу“ и уклонила их из немачких државних музеја.